# Anyphaena proba
Anyphaena proba là một loài nhện trong họ Anyphaenidae.
Loài này thuộc chi Anyphaena. Anyphaena proba được Octavius Pickard-Cambridge miêu tả năm 1896.